# Atletica leggera alla XXX Universiade - Salto in lungo maschile
La specialità del salto in lungo maschile all'Universiade di Napoli 2019 si è svolta tra il 12 ed il 13 luglio 2019.

## Podio
| Oro     | Yuki Hashioka Giappone     |
| Argento | Yann Randrianasolo Francia |
| Bronzo  | Darcy Roper Australia      |

## Risultati

### Qualificazioni
Si qualificano alla finale gli atleti che saltano 8,00 m Q o le dodici migliori misure q.
| Posizione | Gruppo | Atleta                | Nazione        | #1   | #2   | #3   | Risultato | Note                                     |
| --------- | ------ | --------------------- | -------------- | ---- | ---- | ---- | --------- | ---------------------------------------- |
| 1         | A      | Cheswill Johnson      | Sudafrica      | 7.83 | x    | x    | 7.83      | q                                        |
| 1         | B      | Alexsandro Melo       | Brasile        | x    | 7.83 | –    | 7.83      | q                                        |
| 3         | A      | Yuki Hashioka         | Giappone       | 7.51 | 7.56 | 7.76 | 7.76      | q                                        |
| 4         | B      | Ingar Kiplesund       | Norvegia       | 7.75 | 7.68 | x    | 7.75      | q                                        |
| 5         | A      | Yann Randrianasolo    | Francia        | x    | 7.58 | 7.71 | 7.71      | q                                        |
| 6         | B      | Christopher Mitrevski | Australia      | 6.80 | 7.71 | 7.51 | 7.71      | q                                        |
| 7         | A      | Darcy Roper           | Australia      | 7.66 | –    | –    | 7.66      | q                                        |
| 7         | B      | Lin Yu-tang           | Taipei Cinese  | x    | 7.66 | x    | 7.66      | q                                        |
| 9         | B      | Gao Xinglong          | Cina           | x    | 7.50 | 7.62 | 7.62      | q                                        |
| 10        | B      | Yaroslav Isachenkov   | Ucraina        | 7.61 | 7.60 | x    | 7.61      | q                                        |
| 11        | A      | Zhang Jingqiang       | Cina           | x    | 7.61 | 7.58 | 7.61      | q                                        |
| 12        | A      | Benjamin Gabrielsen   | Danimarca      | 7.59 | x    | 7.03 | 7.59      | q                                        |
| 13        | B      | Ko Ho Long            | Hong Kong      | 7.27 | 7.32 | 7.58 | 7.58      |                                          |
| 14        | A      | Lin Chia-hsing        | Taipei Cinese  | 7.53 | x    | 7.56 | 7.56      |                                          |
| 15        | B      | Jesse Thibodeau       | Canada         | 7.48 | 7.56 | x    | 7.56      |                                          |
| 16        | A      | Chan Ming Tai         | Hong Kong      | 7.52 | 7.48 | x    | 7.52      |                                          |
| 17        | A      | Vladislav Mazur       | Ucraina        | 7.47 | 7.50 | 7.42 | 7.50      |                                          |
| 18        | A      | Angelo Marvulli       | Italia         | 7.04 | 7.18 | 7.50 | 7.50      |                                          |
| 19        | B      | Stephan Hartmann      | Germania       | 7.46 | x    | x    | 7.46      |                                          |
| 20        | B      | Hibiki Tsuha          | Giappone       | 7.43 | 7.32 | 7.42 | 7.43      |                                          |
| 21        | A      | Thapelo Monaiwa       | Botswana       | 7.27 | 7.40 | 7.07 | 7.40      |                                          |
| 22        | B      | Jovan van Vuuren      | Sudafrica      | 7.15 | x    | 7.39 | 7.39      |                                          |
| 23        | B      | Benjamin Gföhler      | Svizzera       | x    | 7.21 | 7.35 | 7.35      |                                          |
| 24        | B      | Augustin Bey          | Francia        | 7.34 | 7.34 | 7.33 | 7.34      |                                          |
| 25        | A      | Marius Bull Hjeltnes  | Norvegia       | x    | x    | 7.31 | 7.31      |                                          |
| 26        | A      | Adrián Rivera         | Messico        | 6.92 | 7.08 | 7.23 | 7.23      |                                          |
| 27        | A      | Luqman Ramlan         | Malaysia       | x    | 7.21 | x    | 7.21      |                                          |
| 28        | B      | Thierry Konan         | Costa d'Avorio | 7.03 | x    | 7.16 | 7.16      | Miglior prestazione personale stagionale |
| 29        | B      | Jack Roach            | Regno Unito    | 7.08 | 5.16 | 7.13 | 7.13      |                                          |
| 30        | A      | Wong Ka Chun          | Macao          | x    | 6.84 | 7.02 | 7.02      |                                          |
| 31        | A      | Ramunas Kleinauskas   | Lituania       | 6.29 | 6.94 | 7.00 | 7.00      |                                          |
| 32        | A      | Malin Wijaya Krishna  | Sri Lanka      | 6.98 | 6.96 | x    | 6.98      |                                          |
| 33        | B      | Nirmal Sabu           | India          | 6.98 | x    | x    | 6.98      |                                          |
| 34        | B      | Daniel Ankov          | Bulgaria       | x    | 6.95 | 6.95 | 6.95      |                                          |
| 35        | B      | Serge Artoun          | Libano         | x    | 6.67 | 6.51 | 6.67      |                                          |
| 36        | B      | Mitja Kolenc          | Slovenia       | 6.53 | x    | 3.39 | 6.53      |                                          |
| 37        | A      | Uzzal Sutradhar       | Bangladesh     | x    | 6.24 | 6.44 | 6.44      |                                          |
|           | A      | Lucas Marcelino       | Brasile        | x    | –    | –    | NM        |                                          |
|           | A      | Samuel Khogali        | Regno Unito    |      |      |      | DNS       |                                          |
|           | B      | Jannick Bagge         | Danimarca      |      |      |      | DNS       |                                          |

### Finale
| Posizione | Atleta                | Nazione       | #1   | #2   | #3   | #4   | #5   | #6   | Risultato | Note                                     |
| --------- | --------------------- | ------------- | ---- | ---- | ---- | ---- | ---- | ---- | --------- | ---------------------------------------- |
|           | Yuki Hashioka         | Giappone      | 7.69 | x    | 8.01 | x    | x    | 7.97 | 8.01      |                                          |
|           | Yann Randrianasolo    | Francia       | 7.58 | 7.57 | 7.95 | 7.67 | 7.62 | 7.75 | 7.95      |                                          |
|           | Darcy Roper           | Australia     | 7.73 | 7.90 | 7.65 | –    | –    | –    | 7.90      |                                          |
| 4         | Cheswill Johnson      | Sudafrica     | 7.88 | 7.73 | x    | x    | 7.89 | x    | 7.89      |                                          |
| 5         | Christopher Mitrevski | Australia     | 7.84 | 7.68 | 7.75 | 6.47 | 7.69 | 7.80 | 7.84      | Miglior prestazione personale stagionale |
| 6         | Zhang Jingqiang       | Cina          | 7.49 | 7.50 | 7.84 | 7.74 | 7.46 | 7.63 | 7.84      |                                          |
| 7         | Ingar Kiplesund       | Norvegia      | 7.51 | 7.80 | 7.68 | 7.69 | 6.25 | 7.62 | 7.80      |                                          |
| 8         | Lin Yu-tang           | Taipei cinese | 7.51 | 7.80 | 7.68 | 7.69 | 6.25 | 7.62 | 7.75      |                                          |
| 9         | Gao Xinglong          | Cina          | 7.62 | 7.74 | 7.74 |      |      |      | 7.74      |                                          |
| 10        | Benjamin Gabrielsen   | Danimarca     | 7.56 | 7.49 | 7.61 |      |      |      | 7.61      |                                          |
| 11        | Alexsandro Melo       | Brasile       | 7.54 | 7.53 | 7.47 |      |      |      | 7.54      |                                          |
| 12        | Yaroslav Isachenkov   | Ucraina       | 7.49 | 7.38 | 7.47 |      |      |      | 7.49      |                                          |